# Österreichische Gesellschaft für Politikwissenschaft
Die Österreichische Gesellschaft für Politikwissenschaft (ÖGPW) ist eine 1970 gegründete politikwissenschaftliche Fachvereinigung, die – als Verein organisiert – ihren Sitz in Wien hat. Dieser hat ca. 500 Mitglieder. Der aktuelle Vorsitzende ist Robert Schuett.

## Geschichte
Die Gesellschaft wurde am 27. September 1970 gegründet. Initial beteiligt waren Anton Pelinka, Peter Gerlich, Helmut Kramer sowie Hans-Heinz Fabris. Am 5. Dezember erfolgte die formale Konstituierung als Verein. Zunächst waren drei Ziele der Vereinigung formuliert worden:
- Das Fach Politikwissenschaft sollte in Österreich als eigenständiges Studium durchgesetzt werden, es sollten entsprechende Institute eingerichtet werden,
- Politikwissenschaftler sollten, neben Juristen, auch in der Verwaltung tätig sein können und
- politische Bildung sollte als Schulfach etabliert werden.[1]

Der Verein wurde, im Gegensatz etwa zur Deutschen Vereinigung für Politische Wissenschaft (seit 2016 Deutsche Vereinigung für Politikwissenschaft), explizit auf die nicht-professoralen Mitarbeiter der Universitäten zugeschnitten. So sollten sowohl Juristen wie auch bereits etablierte Politikwissenschaftler aus der Führung des Vereins herausgehalten werden. Viele Personen aus dem Gründerkreis erhielten später Professuren. In administrativer Hinsicht war die ÖGPW eng mit dem Institut für Höhere Studien verbunden.
Das Ziel, die Politikwissenschaft an den österreichischen Universitäten zu etablieren, ist der ÖGP gelungen. Ebenso gehört es zu ihren Verdiensten, dass die dominierende Stellung der Rechts- und Staatswissenschaftlichen Fakultäten im politikwissenschaftlichen Bereich zurückgedrängt wurde und die Politikwissenschaft eine eigenständige Stellung erhielt.
Im Jahr 1980 waren 175 Menschen Mitglied der ÖGPW, 2014 waren es rund 650.
Die Finanzierung erfolgt über Mitgliedsbeiträge, bei größeren Veranstaltungen werden Anträge auf Unterstützung gestellt.

## Aufgaben und Aktivitäten
Die Österreichische Gesellschaft für Politikwissenschaft fördert politikwissenschaftliche Arbeiten. Sie hat das Ziel, die österreichische Disziplin zu internationalisieren und die Öffentlichkeit anzusprechen. Sie versteht sich als Interessenvereinigung und Berufsvertretung ihrer Mitglieder (Studenten, Absolventen, Hochschullehrer und Forscher) und arbeitet bei Debatten und Reformprozessen mit. Sie bemüht sich um den Informationsaustausch zwischen den verschiedenen Standorten und Ebenen. Im Fokus steht außerdem die materielle und ideelle Förderung der Arbeit von Nachwissenschaftlerinnen und -wissenschaftlern.
Dazu organisiert sie unter anderem Tagungen, Vorträge und Diskussionsveranstaltungen. Die ÖGPW ist überdies Herausgeberin der seit 1972 erscheinenden Österreichischen Zeitschrift für Politikwissenschaft (ÖZP). 2015 existierten acht Sektionen.
Der Verein ist Kooperationspartner bei der wahlkabine.at.
Seit 1996 richtet die ÖGPW gemeinsam mit ihren Schwesterorganisationen aus Deutschland und der Schweiz alle zwei bis drei Jahre eine Dreiländertagung aus.
Die Gesellschaft ist Mitglied der Central European Political Science Association (CEPSA). 1988 wurde sie zudem Mitglied in der International Political Science Association (IPSA), wird aber inzwischen nicht mehr in ihrer Mitgliederliste geführt.

## Sektionen (Stand 2023)
- Politikdidaktik
- Politik
- Vergangenheitspolitik
- Europaforschung
- Internationale Beziehungen
- Political Leadership